# Casa consistorial de Lagos
La casa consistorial de Lagos, establecida en 1900, es la secretaría del gobierno local más antigua de Nigeria.  Se encuentra en el centro del distrito de negocios de Lagos, junto al King's College, el Hospital St. Nicholas y la Catedral de la Santa Cruz.
El edificio solía ser la sede del gobierno local junto a otras oficinas en la Colonia de Lagos, y tras su independencia, dentro de la República Federal de Nigeria. El edificio es un hito histórico, político y cultural para el área metropolitana de Lagos.